# Benjamin Maranhão

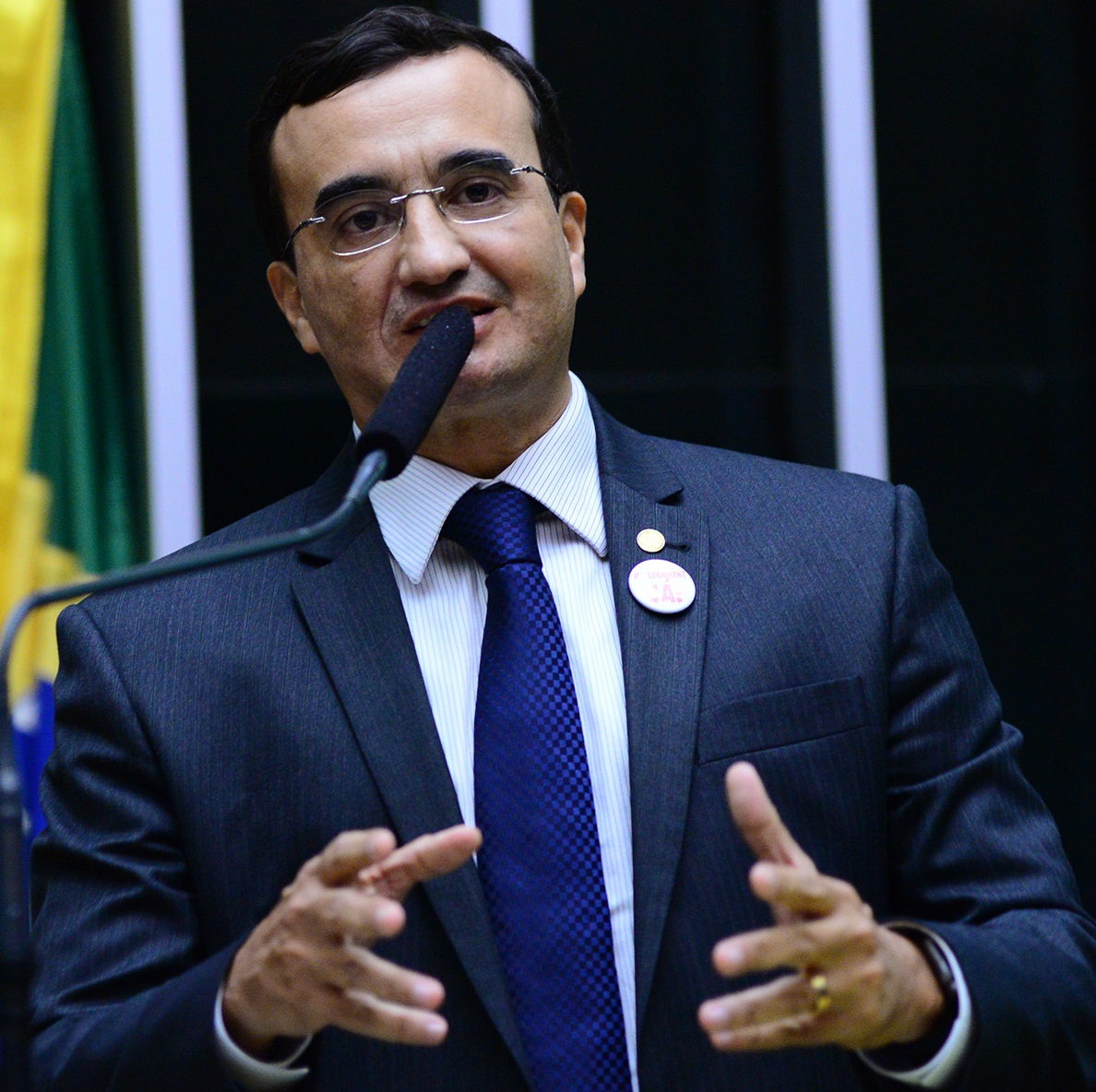
Benjamin Maranhão em abril de 2016.

Benjamin Gomes Maranhão Neto (João Pessoa, 30 de novembro de 1971) é um político brasileiro, filiado ao MDB. Foi deputado federal pela Paraíba por três legislaturas e prefeito de Araruna por dois mandatos.
É cirurgião dentista e advogado. Foi prefeito de Araruna (Paraíba) por dois mandatos consecutivos, de 1997 a 2002, tendo se elegido deputado federal pela primeira vez em 2002, pelo Partido do Movimento Democrático Brasileiro (PMDB). Teve seu nome envolvido no Escândalo dos Sanguessugas, acusado de receber 40 mil reais para direcionar emendas que favorecessem a quadrilha. Por conta do suposto envolvimento no esquema, desistiu da reeleição a pedido do seu tio, senador José Maranhão.
Eleito novamente deputado federal em 2010 pelo PMDB, com 94.984 votos.. Reeleito deputado federal em 2014, para a 55.ª legislatura (2015-2019), pelo SDD, com 63.433 votos. Votou a favor da admissibilidade do processo de impeachment de Dilma Rousseff. Já durante o Governo Michel Temer, votou a favor da PEC do Teto dos Gastos Públicos. Em abril de 2017 foi favorável à Reforma Trabalhista. Em agosto de 2017 votou contra o processo em que se pedia abertura de investigação do presidente Michel Temer, ajudando a arquivar a denúncia do Ministério Público Federal.
Em 2018, foi candidato a reeleição mais uma vez, ao retornar ao PMDB, foi derrotado, obtendo 45.599 votos.
Em 2019, foi nomeado pelo presidente Jair Bolsonaro como diretor do Departamento de Fomento à Inclusão Social e Produtiva Rural da Secretária Especial do Desenvolvimento Social do Ministério da Cidadania.
Em 2020, se candidatou para voltar a prefeitura de Araruna para o seu terceiro mandato pelo MDB, foi derrotado, obtendo 5.257 votos. contra o atual prefeito, Vital Costa do PP, que recebeu, 5.435. Foi uma derrota apertada para Benjamim numa diferença de apenas 178 votos. 
Em 2022, foi candidato novamente a reeleição mais uma vez a deputado federal e sofreu uma derrota drástica, onde obteve apenas 7.163 votos. 
Em 2024, novamente concorreu as eleições na cidade de Araruna, foi derrotado mais uma vez, obtendo 5.682 votos contra 6.242 de Availdo Azevedo do PP, candidato apoiado pelo atual prefeito, Vital Costa. 